# Richard Nash
Vous lisez un « bon article » labellisé en 2013.
Pour les articles homonymes, voir Nash.
Richard McLaren Nash, dit Rick Nash, (né le 16 juin 1984 à Brampton, ville de la province de l'Ontario au Canada) est un joueur professionnel canadien de hockey sur glace qui évoluait en tant qu'ailier gauche.
Premier choix des Blue Jackets de Columbus de la Ligue nationale de hockey lors du repêchage de 2002, il fait ses débuts avec l'équipe de l'Ohio en 2002-2003. À sa deuxième saison, il marque 41 buts et remporte le trophée Maurice-Richard, récompense qu'il partage avec Jarome Iginla et Ilia Kovaltchouk. En raison d'un lock-out touchant la LNH durant la saison 2004-2005, il émigre en Suisse. Il remporte le titre de champion avec le HC Davos, ainsi que la Coupe Spengler. Il est le capitaine des Blue Jackets depuis 2008 jusqu'à son échange aux Rangers de New York en 2012.
Nash représente le Canada au niveau international et joue huit compétitions avec le maillot à la feuille d'érable. Il remporte trois médailles d'argent et trois d'or, notamment une aux Jeux olympiques de 2010 et une autre à ceux de Jeux olympiques de 2014.

## Biographie

### Débuts juniors
Rick Nash est né le 16 juin 1984 à Brampton en Ontario de Jamie et Liz Nash. Il commence le hockey sur glace à l'âge de trois ans et grandit en étant un fan des Maple Leafs de Toronto ; il idolâtre alors Doug Gilmour et Mats Sundin. En 1999-2000, il joue avec les Marlboros de Toronto dans la Greater Toronto Hockey League où il marque 61 buts et 115 points en 35 matchs. Il est sélectionné au quatrième rang par les Knights de London lors de la séance de repêchage midget de 2000 de la Ligue de hockey de l'Ontario (également désignée par le sigle LHO).
En 2000-2001, il fait ses débuts junior avec les Knights. L'équipe de London parvient à se qualifier pour les séries éliminatoires mais est éliminée en cinq parties par les Otters d'Érié lors du premier tour. Il termine sa saison avec 31 buts et 66 points en 58 matchs en étant le meilleur buteur de l'équipe et deuxième pointeur derrière Mike Stathopoulos. Nash remporte le trophée de la famille Emms remis à la meilleure recrue à chaque année. Il fait également partie de l'équipe d'étoiles des recrues de la LHO et de celle de la Ligue canadienne de hockey. La saison suivante, Nash termine l'année avec 72 points en 54 matchs et termine encore meilleur buteur des Knights avec 32 réalisations. Les Knights terminent la saison en tant que dernière équipe qualifiée pour les séries avec 65 points. L'équipe de London cause une surprise au premier tour des séries en éliminant les Whalers de Plymouth en six rencontres. Ces derniers avaient 92 points, soit 25 points de plus que les Knights. Les Knights sont finalement éliminés par les Otters d'Érié au deuxième tour.
En décembre 2001, Nash joue pour l'équipe canadienne lors du championnat du monde junior 2002 en République tchèque. Ils perdent la finale 5-4 contre la Russie et remportent la médaille d'argent. Nash termine le championnat avec trois points en sept matchs. Quelques mois plus tard, Nash participe au repêchage d'entrée dans la Ligue nationale de hockey de 2002 et est choisi par les Blue Jackets de Columbus en tant que premier joueur sélectionné.

### Blue Jacketsde Columbus

#### Débuts avec l'équipe

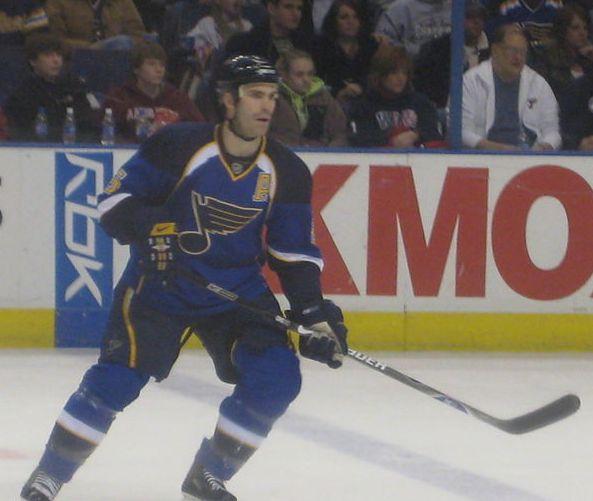
Barret Jackman remporte le trophée Calder devant Nash en 2003.

Le 7 octobre 2002, il signe son premier contrat avec les Blue Jackets d'une durée de trois ans et fait ses débuts dans l'organisation trois jours plus tard contre les Blackhawks de Chicago au cours du premier match de la saison, une victoire 2-1, dont un but par Nash. C'est la huitième fois qu'un premier choix du repêchage de la LNH marque son premier but à son premier match dans la LNH. Nash termine la saison avec 39 points en 74 matchs le plaçant à la septième place des pointeurs de l'équipe. L'équipe est éliminée des séries avec 69 points et terminent dernière de la division Centrale. Malgré tout, Nash est élu au sein de l'équipe d'étoiles des recrues de la LNH. Il est également candidat pour le trophée Calder de la meilleure recrue mais perd contre Barret Jackman des Blues de Saint-Louis.
Lors de la saison 2003-2004, Nash est sélectionné pour jouer le 54e Match des étoiles. Nash, alors âgé de 19 ans et 237 jours, est le plus jeune joueur depuis Wendel Clark (19 ans et 102 jours) en 1986 à participer au Match des étoiles. Il marque 41 buts et est le meilleur buteur de l'équipe et de la ligue, à égalité avec Ilia Kovaltchouk des Thrashers d'Atlanta et Jarome Iginla des Flames de Calgary. Ils remportent donc à trois le trophée Maurice-Richard du meilleur buteur. Il devient également le premier joueur de moins de 20 ans depuis Jimmy Carson en 1987-1988 à marquer plus de 40 buts en une saison. Néanmoins les résultats collectifs ne suivent pas et les Blue Jackets sont écartés des séries avec la quatrième place de leur division.

#### Saison en Suisse
La saison 2004-2005 de la LNH est annulée en raison d'un lock-out et Nash part rejoindre le HC Davos dans la Ligue nationale A en Suisse. L'équipe compte également d'autres joueurs de la LNH comme Joe Thornton et Niklas Hagman. En décembre 2004, le HC Davos, comme chaque année, participe à la Coupe Spengler qui a lieu entre Noël et le Nouvel an. L'équipe suisse remporte pour la treizième fois cette compétition contre le HC Sparta Prague. Nash et son coéquipier le gardien suisse Jonas Hiller sont nommés au sein de l'équipe d'étoiles du tournoi.
Nash termine la saison en tant que meilleur buteur de l'équipe avec 26 buts et deuxième pointeur avec 46 points derrière Thornton qui en compte 54. Le HC Davos termine deuxième du classement général avec 58 points, soit sept points de retard derrière le HC Lugano. Lors des séries éliminatoires, l'équipe de Davos élimine tour à tour les Rapperswil-Jona Lakers et le CP Berne pour retrouver en finale le ZSC Lions, troisième du classement de la saison régulière. Davos remporte le titre de champion de Suisse en battant le club zurichois quatre matchs à un.
Fin avril 2005, Nash prend part au championnat du monde avec l'équipe du Canada. Lors du premier match contre la Lettonie, l'Ontarien réussit un coup du chapeau auquel il ajoute une passe. Invaincus durant le tour préliminaire puis comptant trois victoires et un nul en cinq matchs à l'issue du tour de qualification, les Canadiens se qualifient pour la phase finale du tournoi. Ils y éliminent tour à tour la Slovaquie et la Russie et atteignent la finale contre la République tchèque. Le Canada perd ce dernier match 3-0 avec un blanchissage de Tomáš Vokoun. Nash connaît un très bon tournoi puisqu'il termine meilleur buteur du championnat avec neuf buts en autant de parties tandis son coéquipier avec le HC Davos, Joe Thornton, termine meilleur pointeur avec seize points, un de plus de Nash. Le joueur des Blue Jackets fait également partie de l'équipe-type du tournoi avec Thornton et Jaromír Jágr en attaque, Marek Židlický et Niklas Kronwall en défense et Vokoun dans les buts.

#### Retour avec lesBlue Jackets

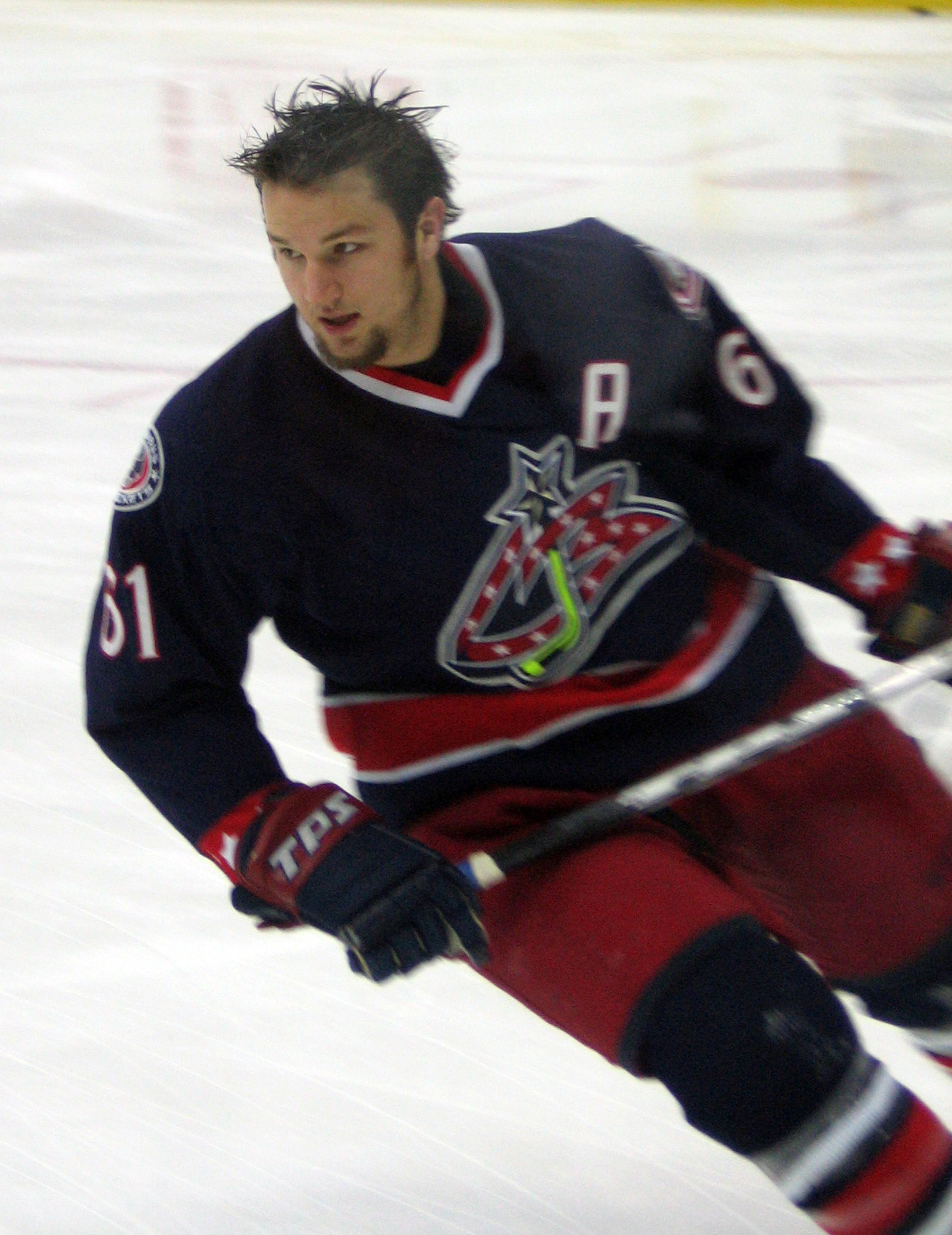
Nash en décembre 2006.

Nash revient avec les Blue Jackets pour la saison 2005-2006 et signe une prolongation de contrat de cinq ans et 27 millions de dollars. Des problèmes de genou et de cheville mettent Nash à l'écart de la compétition pendant une bonne partie de la première moitié de la saison. Peu de temps après son retour au jeu, il est choisi pour jouer avec l'équipe du Canada pour les Jeux olympiques d'hiver en février 2006 se tenant à Turin en Italie. Les Canadiens gagnent trois des cinq matchs du premier tour terminant troisièmes du classement. Malheureusement pour eux, les Canadiens perdent les quarts de finale face à l'équipe de Russie sur un blanchissage 2-0 d'Ievgueni Nabokov et se classe à la septième place du tournoi.
De retour avec Columbus, Nash réussit son premier coup du chapeau dans la LNH le 7 avril 2006 lors d'une défaite en tir de fusillade sur la glace des Red Wings de Détroit. Nash récolte 54 points en autant de matchs et en tant que deuxième pointeur de l'équipe derrière les 65 points de David Výborný. Nash termine également en tant que meilleur buteur de l'équipe avec 31 buts. Malgré tout, les Blue Jackets sont éliminés de la course aux séries avec la troisième place de la division ; les Blackhawks de Chicago et les Blues de Saint-Louis terminent avec un pire résultat que Columbus.
En 2006-2007, Nash marque son 100e but en carrière le 16 décembre 2006 lors d'une défaite 6-4 contre les Blackhawks de Chicago. Le 24 février 2007, il marque son premier but en infériorité numérique lors d'une victoire 3-2 contre les Rangers de New York,. Nash termine la saison avec 27 buts, étant de nouveau le meilleur buteur de l'équipe, et 57 points, deuxième derrière Výborný qui compte 64 points. Les Blue Jackets terminent la saison en tant que quatrièmes de la division et sont, encore une fois, non qualifiés pour les séries.
Fin avril, Nash prend part au championnat du monde à Moscou en Russie. Après des victoires contre les Suisses en quarts de finale et les Suédois en demi-finale, l'équipe canadienne parvient à remporter la médaille d'or après avoir battu la Finlande 4-2 en finale grâce au but gagnant de Nash inscrit vers la fin du troisième tiers-temps. Il est désigné meilleur joueur du match pour le Canada et fait également partie des meilleurs joueurs canadiens du tournoi selon leur entraîneur Andy Murray en compagnie de Matthew Lombardi et Shane Doan. Durant le championnat, Nash récolte une fiche de six buts et onze points en neuf matchs. Il est désigné meilleur joueur du tournoi et fait partie de l'équipe-type en compagnie d'Alekseï Morozov et Ievgueni Malkine.
La saison suivante, le 17 janvier 2008 contre les Coyotes de Phoenix, Nash déjoue deux défenseurs et le gardien Mikael Tellqvist où il marque un but à la dernière minute de jeu qui s'avère être le but gagnant. Ce but est alors considéré comme étant « le but de l'année » par les commentateurs et est également nommé aux ESPY Awards dans la catégorie « best play of the year (« meilleur jeu de l'année »). » Lors du 56e Match des étoiles à Atlanta, il bat le record du but le plus rapide en 12 secondes au début du match, record appartenant jusqu'alors à Ted Lindsay avec 19 secondes depuis 1950. Jouant pour la conférence de l'Ouest, il termine la rencontre avec un coup du chapeau mais Eric Staal remporte le titre de meilleur joueur du match et l'Est a battu l'Ouest par la marque de 8 à 7.
Le 12 mars 2008, Nash devient le cinquième capitaine de l'histoire de l'équipe après l'échange d'Adam Foote à l'Avalanche du Colorado le 26 février. Nash termine la saison en tant que meneur de l'équipe pour les buts (38) et les points (69) mais l'équipe de l'Ohio est éliminée de la course aux séries avec 80 points et la quatrième place de la division.
Nash joue le championnat du monde qui se déroule à Québec et Halifax. Lors du match de la finale pour la médaille d'or contre la Russie, les Canadiens mènent la rencontre 4-2 après deux tiers, mais Alekseï Terechtchenko et Ilia Kovaltchouk égalisent la marque à quatre buts partout en fin de match. Lors de la période de prolongation, Nash tente de dégager le palet mais il tire involontairement au-dessus de la baie vitrée. Ceci est le résultat d'une pénalité et Kovaltchouk profite de cette supériorité numérique pour marquer un nouveau but et enlever la médaille d'or. Alors que le Canada doit se contenter de la médaille d'argent, il fait partie l'équipe-type du tournoi aux côtés d'Aleksandr Ovetchkine et de Dany Heatley, ce dernier est nommé meilleur joueur du tournoi avec douze buts et vingt points en neuf parties pendant que Nash totalise treize points.

#### Saisons en tant que capitaine

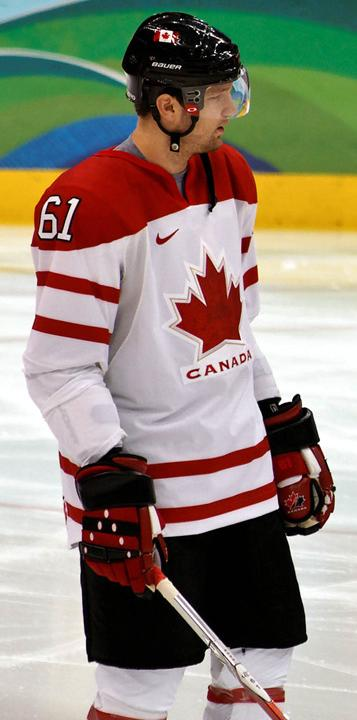
Nash avant le début de la finale pour la médaille d'or contre les États-Unis aux jeux olympiques de 2010 à Vancouver.

Le 18 janvier 2009 contre les Canucks de Vancouver, Nash réalise son 318e point avec l'équipe pour devenir le meilleur pointeur de l'histoire des Blue Jackets. Le 7 mars lors d'une victoire 8-2 contre les Red Wings de Détroit, Nash devient le premier joueur depuis Maurice Richard en 1947-1948 à réaliser un coup du chapeau sans aucune aide dans les trois buts. Nash termine meilleur pointeur avec 79 points, un record pour l'équipe, et les Blue Jackets terminent avec 41 victoires et 92 points pour la quatrième place de la division. Avec la septième place de l'association de l'Ouest, les Blue Jackets parviennent pour la première fois de leur histoire aux séries éliminatoires de la Coupe Stanley. Alors qu'ils rencontrent les Red Wings de Détroit, les Jackets sont rapidement éliminés des séries en quatre rencontres. Le 18 juin, lors de la cérémonie de remise de trophées de la LNH, Nash reçoit le Trophée de la Fondation de la LNH pour son engagement et service auprès des œuvres de charité de la communauté. Le 3 juillet 2009, les Blue Jackets et Nash s'entendent pour une prolongation de contrat de huit nouvelles saisons pour 62,4 millions de dollars soit une moyenne de 7,8 millions de dollars par saison, le contrat entrant en vigueur à la saison 2010-2011. Nash réalise trois sommets importants au cours de la saison 2009-2010, son 200e but le 24 octobre 2009, son 400e point le 18 janvier et son 500e match le 4 février. Fin 2009, Nash est désigné pour faire partie de la délégation canadienne aux Jeux olympiques qui se déroulent au mois de février à Vancouver au Canada. Cinq autres joueurs des Blue Jackets sont sélectionnés pour les Jeux : Samuel Påhlsson et Fredrik Modin pour la Suède, Jan Hejda pour la République tchèque, Milan Jurcina pour la Slovaquie ainsi que Fiodor Tioutine pour la Russie.
Lors de la compétition, le Canada termine la première phase à la sixième place générale, avant d’éliminer l'Allemagne, la Russie et la Slovaquie. Ils atteignent alors la finale qui se joue contre les Américains, seule équipe à avoir battu l'équipe organisatrice jusque-là. Les deux équipes étant à égalité deux buts partout après le temps réglementaire, elles jouent des prolongations. Au bout de sept minutes, Sidney Crosby récupère une passe de Jarome Iginla et réussit à tromper Ryan Miller entre ses jambières pour offrir au Canada la huitième médaille d'or au hockey et la quatorzième médaille d'or des Jeux de 2010.

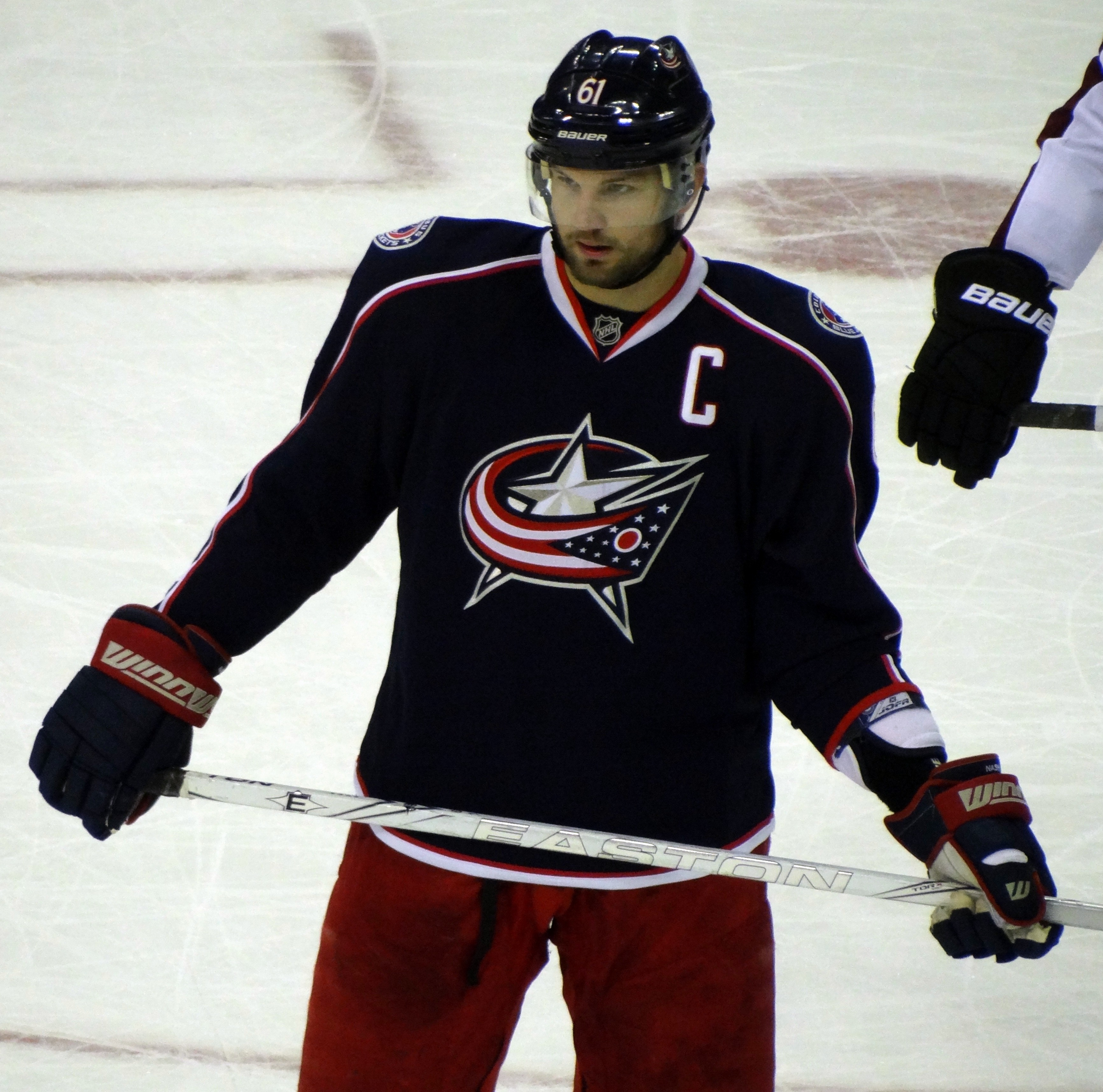
Nash avec les Blue Jackets en octobre 2011.

Après cette compétition, Nash retourne dans l'Ohio et à la fin de la saison, il compte 33 buts et 67 points en 76 parties terminant meilleur pointeur de l'équipe pour une troisième saison de suite. Malgré tout, les Blue Jackets sont éliminés de la course aux séries avec la dernière place de la division et la quatorzième place de la conférence avec 79 points. Les Oilers d'Edmonton ont une pire fiche que les Blue Jackets avec 62, soit 17 de moins que l'équipe de l'Ohio.
Le capitaine des Blue Jackets connaît une autre bonne saison en 2010-2011 en terminant en tant que meneur  de l'équipe pour les buts (32), les assistances (34) et les points (66). Nash termine sixième pour les tirs au but avec 305 tentatives derrière, notamment, les 367 tirs d'Aleksandr Ovetchkine. Malheureusement pour eux, les Blue Jackets terminent la saison à la dernière place de leur division avec une non-qualification pour les séries avec une récolte de 81 points. Nash prend part au championnat du monde en Slovaquie où il est nommé capitaine. Invaincus lors du tour préliminaire et du tour de qualification, c'est en quarts de finale contre les Russes que les joueurs canadiens s'avouent vaincus par la marque de deux buts à un.
La saison suivante, les Blue Jackets connaissent le pire départ d'une équipe de la LNH en 19 ans avec une fiche de 2 victoires, 12 défaites et une défaite en fusillade pour seulement 5 points. Nash est alors impliqué dans de nombreuses rumeurs de transactions et se dit prêt à lever sa clause de non-échange si les Jackets ont l'intention de le transférer,. La date limite des échanges du 27 février 2012 passée, le directeur-général de l'équipe Scott Howson révèle que Nash a demandé à être échangé et que son échange pourrait aider l'équipe à sa reconstruction. À la fin de la saison, Nash est le meneur de l'équipe pour les buts (30) et points (59) mais les Jackets terminent bons derniers de leur association et également de la ligue.

### Rangersde New York

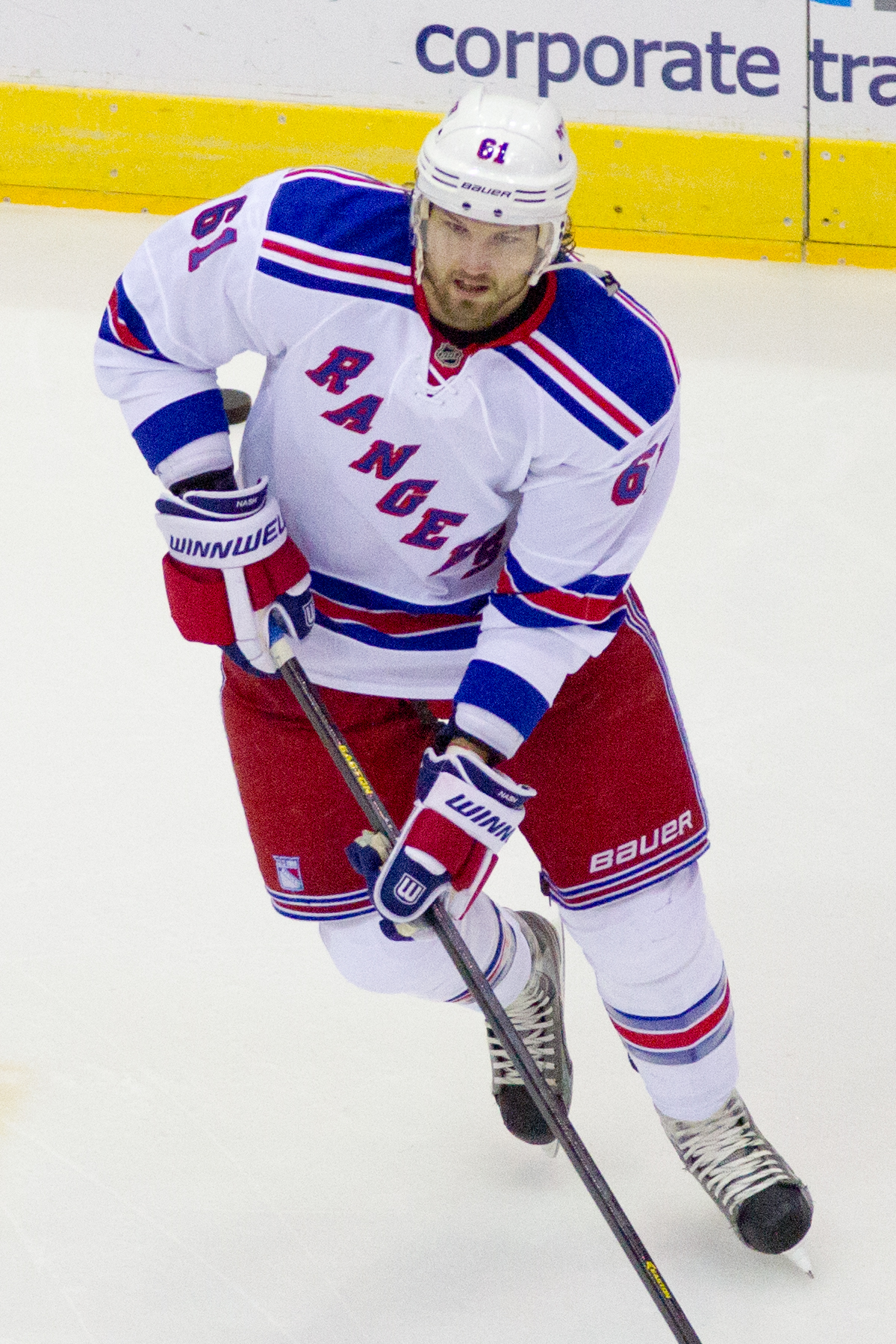
Nash avec les Rangers en mars 2013.

Le 23 juillet 2012, il est échangé aux Rangers de New York avec Steven Delisle et un choix conditionnel de troisième tour en 2013 en retour de Brandon Dubinsky, Artiom Anissimov, Tim Erixon et un choix de premier tour au repêchage de 2013.
Après l'échec des négociations entre la LNH et le syndicat des joueurs qui force la ligue à décréter un nouveau lock-out, Nash retourne en Suisse pour jouer avec le HC Davos dans la Ligue nationale A. Il retrouve Joe Thornton, qui signe également avec l'équipe du canton des Grisons après un premier passage lors de la grève en 2004-2005. Après seulement deux matchs avec l'équipe, il se blesse à l'épaule mais sa blessure n'est pas sérieuse. Il compte 12 buts et 18 points en 17 parties le jour où la LNH et l'Association des joueurs ont réussi à trouver une nouvelle entente en janvier 2013 où la saison régulière dure 48 matchs.
À sa première saison avec sa nouvelle équipe, Nash joue 44 parties, inscrivant 21 buts et autant d'aides pour un total de 42 points. Il termine meilleur buteur et deuxième pointeur de l'équipe derrière Derek Stepan qui compte deux points de plus de Nash. Sixièmes de l'association de l'Est et deuxièmes de la division Atlantique, les Rangers sont opposés aux Capitals de Washington, meneurs de la division Sud-Est. New York prend sept matchs pour éliminer l'équipe puis affronte au second tour les Bruins de Boston. Ces derniers éliminent facilement les Rangers quatre matchs à un. Nash ne marque qu'un seul but aux cours des 12 matchs éliminatoires de l'équipe.
Lors de la saison 2013-2014, il souffre d'une commotion cérébrale après avoir reçu un coup à la tête de la part de Brad Stuart des Sharks de San José. Ce dernier est suspendu trois parties pour ce coup et Nash manque 17 parties. Fin 2013, il est sélectionné par l'équipe du Canada pour participer aux Jeux olympiques d'hiver ayant lieu à Sotchi en Russie. Lors des sa troisième olympiade, son pays parvient à remporter une nouvelle médaille d'or après avoir vaincu la Suède en finale et conserve son titre de champion olympique. Au cours du tournoi, Nash a joué l'intégralité des six matchs et a servi une assistance. À l'issue de la saison régulière, il termine meilleur buteur de l'équipe avec une récolte de 26 buts en 65 parties. Les Rangers se qualifient pour les séries éliminatoires avec la deuxième place de la division Métropolitaine et éliminent tour à tour les Flyers de Philadelphie, les Penguins de Pittsburgh puis les Canadiens de Montréal avant de perdre en finale de la Coupe Stanley en cinq parties face aux Kings de Los Angeles, finale où Nash ne réalise pas le moindre point. Malgré ses difficultés en attaque où il n'a marqué que trois buts, qui ont tous été marqués au troisième tour contre Montréal, et dix points, il a malgré tout aidé l'équipe à atteindre la finale en étant solide défensivement,.
Nash parvient à retrouver sa touche de marqueur en 2014-2015 où il marque 42 buts et ajoute 27 mentions d'aide pour un total de 69 points. Son total de buts le classe au troisième rang des meilleurs buteurs de la ligue après Aleksandr Ovetchkine (53) et Steven Stamkos (43). Les Rangers entament les séries éliminatoires en tant que champions de la saison régulière après avoir accumulé un total de 113 points, dont 53 victoires mais ne parviennent pas à se rendre plus loin que l'an dernier, en s'inclinant 4 matchs à 3 face au Lightning de Tampa Bay en finale d'association. Nash termine les séries 2015 avec 14 points, dont 5 buts et 9 aides, en 19 parties.
Il ne parvient pas à répéter ses performances la saison suivante et manque de plus une vingtaine de parties à cause d'une blessure à un genou. En 60 parties, il ne marque que 15 buts et 36 points, terminant respectivement au sixième et huitième rang dans ces colonnes avec les Rangers. Lors des séries éliminatoires, son équipe est éliminée au premier tour face aux Penguins, Nash ayant réalisé deux buts et autant d'assistances en cinq parties.
Il manque également plusieurs parties durant la saison 2017-2018 en raison d'une blessure récurrente à l'aine, mais récolte tout de même 23 buts et 15 aides en 67 matchs. Les Rangers battent les Canadiens de Montréal lors de la première rondes séries éliminatoires avant de s'incliner en 6 matchs face aux Sénateurs d'Ottawa. Rick Nash aura alors amassé  5 points, dont 3 buts, en 12 parties.
Le 26 octobre 2017, il joue sa 1000e partie dans la LNH dans un gain 5 à 2 contre les Coyotes de l'Arizona, devenant le 312e joueur de l'histoire à réaliser cet exploit.

### Bruins de Boston
Le 6 février 2018, à l'approche de la date limite des transactions, l'organisation des Rangers annoncent, via une lettre aux partisans, leur intention de rafraîchir la face de l'équipe en acquérant de jeunes joueurs talentueux et rapides, et que ce processus passerait certainement par la perte de « visages familiers et respectés ». Le 25 février 2018, après près de 6 saisons dans l'uniforme des Rangers, Rick Nash, qui écoule alors la dernière année de son contrat, est échangé aux Bruins de Boston contre les attaquants Ryan Spooner et Matt Beleskey, le défenseur Ryan Lindgren, un choix de 1er tour de 2018 ainsi qu'un choix de 7e tour de 2019.
Le vendredi 11 janvier 2019, il annonce qu'il est contraint de prendre sa retraite à la suite d'une commotion cérébrale subie à la fin de la saison 2018-2019.

## Statistiques

### Statistiques en club
| Saison     | Équipe                   | Ligue      |      | Saison régulière | Saison régulière | Saison régulière | Saison régulière | Saison régulière |    | Séries éliminatoires | Séries éliminatoires | Séries éliminatoires | Séries éliminatoires | Séries éliminatoires |
| Saison     | Équipe                   | Ligue      | PJ   | B                | A                | Pts              | Pun              | PJ               | B  | A                    | Pts                  | Pun                  |                      |                      |
| 1999-2000  | Marlboros de Toronto     | GTHL       | 34   | 61               | 54               | 115              | 34               | -                | -  | -                    | -                    | -                    |                      |                      |
| 2000-2001  | Knights de London        | LHO        | 58   | 31               | 35               | 66               | 56               | 4                | 3  | 3                    | 6                    | 8                    |                      |                      |
| 2001-2002  | Knights de London        | LHO        | 54   | 32               | 40               | 72               | 88               | 12               | 10 | 9                    | 19                   | 21                   |                      |                      |
| 2002-2003  | Blue Jackets de Columbus | LNH        | 74   | 17               | 22               | 39               | 78               | -                | -  | -                    | -                    | -                    |                      |                      |
| 2003-2004  | Blue Jackets de Columbus | LNH        | 80   | 41               | 16               | 57               | 87               | -                | -  | -                    | -                    | -                    |                      |                      |
| 2004-2005  | HC Davos                 | LNA        | 44   | 26               | 20               | 46               | 83               | 15               | 9  | 2                    | 11                   | 26                   |                      |                      |
| 2005-2006  | Blue Jackets de Columbus | LNH        | 54   | 31               | 23               | 54               | 51               | -                | -  | -                    | -                    | -                    |                      |                      |
| 2006-2007  | Blue Jackets de Columbus | LNH        | 75   | 27               | 30               | 57               | 73               | -                | -  | -                    | -                    | -                    |                      |                      |
| 2007-2008  | Blue Jackets de Columbus | LNH        | 80   | 38               | 31               | 69               | 95               | -                | -  | -                    | -                    | -                    |                      |                      |
| 2008-2009  | Blue Jackets de Columbus | LNH        | 78   | 40               | 39               | 79               | 52               | 4                | 1  | 2                    | 3                    | 2                    |                      |                      |
| 2009-2010  | Blue Jackets de Columbus | LNH        | 76   | 33               | 34               | 67               | 58               | -                | -  | -                    | -                    | -                    |                      |                      |
| 2010-2011  | Blue Jackets de Columbus | LNH        | 75   | 32               | 34               | 66               | 34               | -                | -  | -                    | -                    | -                    |                      |                      |
| 2011-2012  | Blue Jackets de Columbus | LNH        | 82   | 30               | 29               | 59               | 40               | -                | -  | -                    | -                    | -                    |                      |                      |
| 2012-2013  | HC Davos                 | LNA        | 17   | 12               | 6                | 18               | 8                | -                | -  | -                    | -                    | -                    |                      |                      |
| 2012-2013  | Rangers de New York      | LNH        | 44   | 21               | 21               | 42               | 26               | 12               | 1  | 4                    | 5                    | 0                    |                      |                      |
| 2013-2014  | Rangers de New York      | LNH        | 65   | 26               | 13               | 39               | 36               | 25               | 3  | 7                    | 10                   | 8                    |                      |                      |
| 2014-2015  | Rangers de New York      | LNH        | 79   | 42               | 27               | 69               | 36               | 19               | 5  | 9                    | 14                   | 4                    |                      |                      |
| 2015-2016  | Rangers de New York      | LNH        | 60   | 15               | 21               | 36               | 30               | 5                | 2  | 2                    | 4                    | 4                    |                      |                      |
| 2016-2017  | Rangers de New York      | LNH        | 67   | 23               | 15               | 38               | 26               | 12               | 3  | 2                    | 5                    | 4                    |                      |                      |
| 2017-2018  | Rangers de New York      | LNH        | 60   | 18               | 10               | 28               | 24               | -                | -  | -                    | -                    | -                    |                      |                      |
| 2017-2018  | Bruins de Boston         | LNH        | 11   | 3                | 3                | 6                | 4                | 12               | 3  | 2                    | 5                    | 10                   |                      |                      |
| Totaux LNH | Totaux LNH               | Totaux LNH | 1060 | 437              | 368              | 805              | 750              | 89               | 18 | 28                   | 46                   | 32                   |                      |                      |

### Statistiques en équipe nationale
| Année | Compétition                 |   | PJ | B | A  | Pts | Pun | +/-               |  | Résultat |
| 2002  | Championnat du monde junior | 7 | 1  | 2 | 3  | 2   | +3  | Médaille d'argent |  |          |
| 2005  | Championnat du monde        | 9 | 9  | 6 | 15 | 8   | +7  | Médaille d'argent |  |          |
| 2006  | Jeux olympiques             | 6 | 0  | 1 | 1  | 10  | -2  | Septième place    |  |          |
| 2007  | Championnat du monde        | 9 | 6  | 5 | 11 | 4   | +7  | Médaille d'or     |  |          |
| 2008  | Championnat du monde        | 9 | 6  | 7 | 13 | 6   | +9  | Médaille d'argent |  |          |
| 2010  | Jeux olympiques             | 7 | 2  | 3 | 5  | 0   | +1  | Médaille d'or     |  |          |
| 2011  | Championnat du monde        | 7 | 2  | 3 | 5  | 2   | +4  | Cinquième place   |  |          |
| 2014  | Jeux olympiques             | 6 | 0  | 1 | 1  | 2   | +2  | Médaille d'or     |  |          |

## Trophées et honneurs
- 2000-2001 :
  - remporte le trophée de la famille Emms de la meilleure recrue de la LHO
  - nommé dans la première équipe d'étoiles des recrues de la LHO
  - nommé dans l'équipe d'étoiles des recures de la LCH
- 2002 : premier choix lors du repêchage d'entrée par les Blue Jackets de Columbus
- 2002-2003 : nommé dans l'équipe d'étoiles des recrues de la LNH
- 2003-2004 : 
  - participe au 54e Match des étoiles de la LNH
  - remporte le trophée Maurice-Richard du meilleur buteur de la LNH, à égalité avec Jarome Iginla et Ilia Kovaltchouk
- 2004-2005 :
  - champion de la Coupe Spengler avec le HC Davos
  - nommé dans l'équipe d'étoiles de la Coupe Spengler
  - champion de Suisse avec le HC Davos
- 2006-2007 : 
  - participe au 55e Match des étoiles de la LNH
  - champion du monde avec l'équipe du Canada
- 2007-2008 : participe au 56e Match des étoiles de la LNH
- 2008-2009 : 
  - participe au 57e Match des étoiles de la LNH
  - remporte le trophée de la Fondation de la LNH
- 2009-2010 : champion olympique avec l'équipe du Canada
- 2010-2011 : participe au 58e Match des étoiles de la LNH
- 2013-2014 : champion olympique avec l'équipe du Canada
- 2014-2015 : participe au 60e Match des étoiles de la LNH